# Limonadă

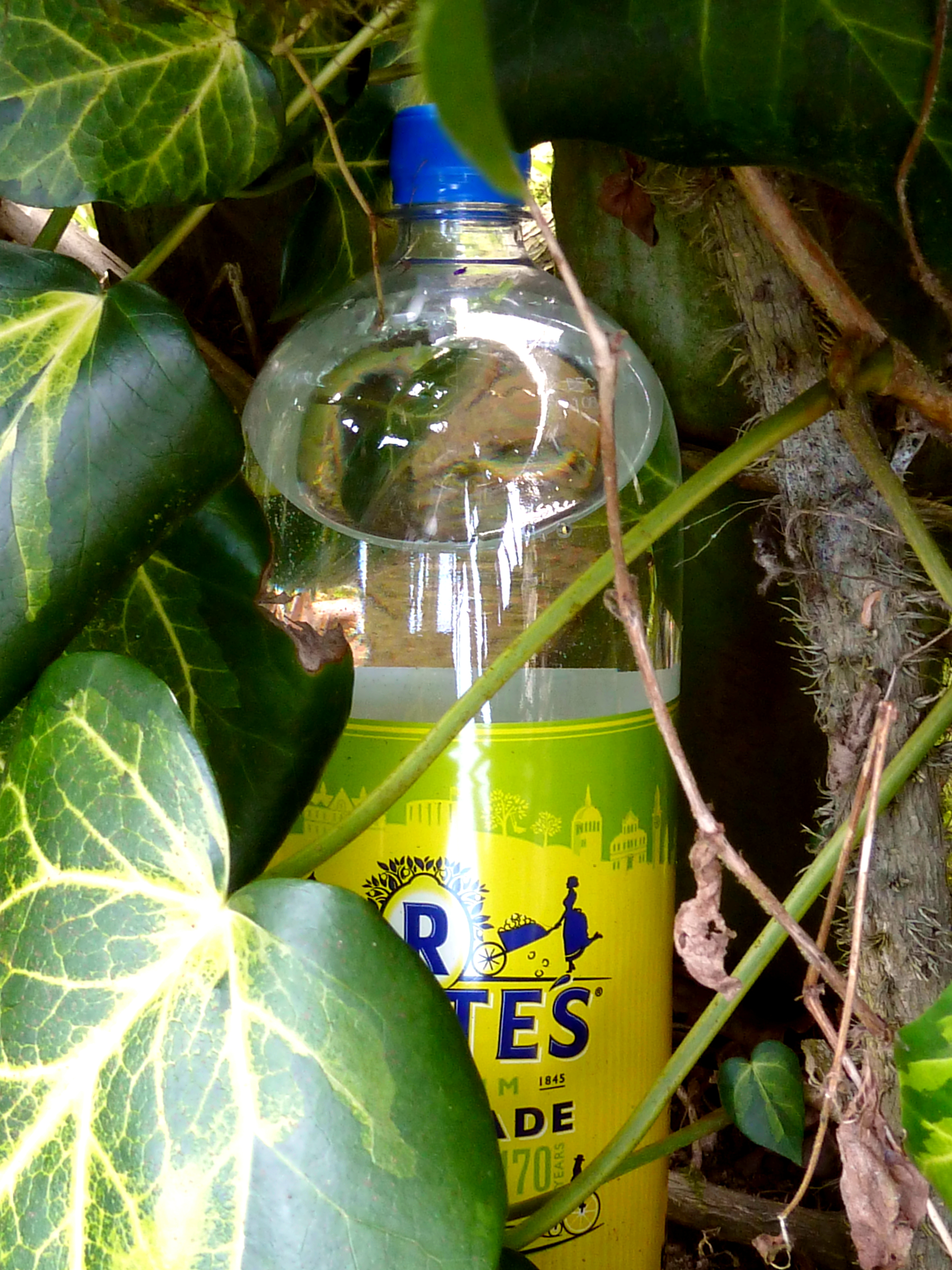
Limonadă carbogazoasă (R. White's Lemonade, în imagine), limonadă obișnuită din Marea Britanie, Irlanda și Australia.

Limonada este o băutură răcoritoare făcută din zeamă de lămâie (sau un înlocuitor al ei), apă (plată sau minerală) și miere sau zahăr. În America de Nord și Asia de Sud cea mai comună variantă a limonadei este cea făcută acasă, fără alte ingrediente adăugate.
În Regatul Unit al Marii Britanii, Irlanda, Europa Centrală și Australia, este tipic servită sub formă de băutură răcoritoare. În ciuda diferențelor, ambele sunt cunoscute sub numele de „Limonadă” în țările respective.
Termenul de „limonadă” provine din franceză «limon» (lămâie) plus sufixul «-ade» care, în franceză, indică sensul de „băutură creată dintr-un fruct”.

## Istorie
O băutură făcută din lămâi, curmale, și miere era consumată în Egiptul Antic (sec. XII-XIV), dar și o băutură din lămâi și zahăr cunoscută ca qatarmizat.
În 1676, o companie sub numele de Compagnie de Limonadiers (Compania de „Limonazieri”) a început să vândă limonadă în Paris. Vânzătorii cărau butoaie cu limonadă pe spate și ofereau pahare de băutură parizienilor.

## Proprietăți benefice
Concentrația ridicată de acid citric a sucului de lămâie poate avea efecte benefice împotriva litiazei renale. Totuși, niciun studiu nu a dovedit că consumul regulat de limonadă ar ajuta cu reglararea PH-ului urinei, concentrației de acid citric in urină sau prevenirea formării pietrelor de rinichi în avans.